# Universität Toulouse
Die Universität Toulouse (französisch: Université de Toulouse) war eine Universität in der französischen Stadt Toulouse, die von 1229 bis 1793 und dann von 1896 bis 1969 existierte. Sie war eine der ältesten Universitäten in Europa und die drittälteste Universität des Landes nach der Pariser Sorbonne und der Universität Montpellier.
Die heutige Université Fédérale Toulouse Midi-Pyrénées, 2007 gegründet, ist ein Konsortium von Universitäten, Grandes écoles und anderen Bildungseinrichtungen. Seit 2023 wird das Konsortium Université de Toulouse genannt.

## Geschichte

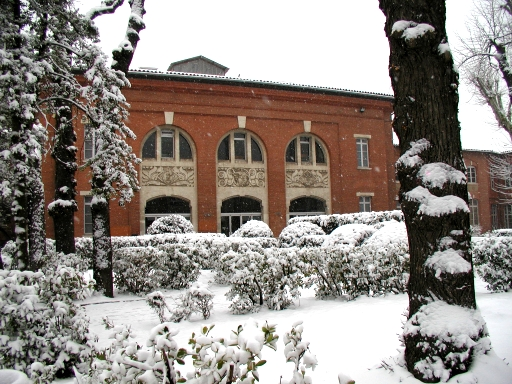
Innenhof der Anciennes Facultés der Université Toulouse I im Winter

Die Akademie wurde von Raimund VII. von Toulouse, auf der Grundlage des Pariser Vertrags vom 12. April 1229, gegründet. Die Gründung wurde ihm von Ludwig IX. von Frankreich als Folge der Niederlage im Albigenserkreuzzug auferlegt. Der Abt der Zisterzienserabtei Grandselve wurde mit der Rekrutierung des Professorenkollegiums beauftragt; die Predigt während des Eröffnungsgottesdienstes hielt der sel. Hélinand de Froidmont. Die Universität umfasste ursprünglich vier Fakultäten: die theologische Fakultät, die Fakultät für kanonisches Recht, die zivilrechtliche Fakultät und die Fakultät der Künste. 1257 wurde die medizinische Fakultät gegründet.
Im Zuge der französischen Revolution wurde die Universität 1793 geschlossen. Am Ende des zweiten Kaiserreichs, das durch eine allgemein schlechte Situation der französischen Universitäten außerhalb der Hauptstadt gekennzeichnet war, bestanden in Toulouse vier Fakultäten: Rechtswissenschaften, Geisteswissenschaften, Naturwissenschaften und katholische Theologie. Doch wie schon unter dem Ancien Régime war die juristische Fakultät die wichtigste: sie beherbergt drei Viertel der Studenten und besitzt die renommiertesten Professoren.
Die Situation der Universität verbesserte sich erst um 1880 unter dem Einfluss von Männern wie Louis Liard und Ernest Lavisse, die den Universitäten ein größeres Maß an Autonomie zubilligten. Die Politik der Zentralisierung behinderte aber weiterhin die Entwicklung der Universität bis ca. 1960.
Am 12. November 1968 trat das Gesetz zur Ausrichtung des höheren Bildungswesens in Kraft, die den Typus der „Öffentlichen Einrichtungen kultureller und wissenschaftlicher Art“ (établissements publics à caractère scientifique et culturel – EPCSC) kreierte. Die alten Fakultäten verschwanden und wurden durch „Lehr- und Forschungseinheiten“ (Unités d’enseignement et de recherche – UER) ersetzt, die neu in Universitäten geordnet wurden. Auf diese Weise entstanden in Toulouse drei neue Universitäten: Universität Toulouse I, Universität Toulouse II, Universität Toulouse III und das Institut national polytechnique de Toulouse (INPT).
Im L’Arsenal, Universität Toulouse I sind die Rechts- und die Wirtschaftswissenschaften beheimatet. Le Mirail beherbergt die Geisteswissenschaften. Die Naturwissenschaften sind an der Universität Toulouse III Paul Sabatier untergebracht.